# Kinyongia tavetana
Kinyongia tavetana is een hagedis uit de familie kameleons (Chamaeleonidae).

## Naam en indeling
De soort wordt ook wel Taveta tweehoornkameleon genoemd en de naam Taveta, die ook terugkomt in de wetenschappelijke soortnaam, verwijst naar de Taveta-stam in Kenia. De wetenschappelijke naam van de soort werd voor het eerst voorgesteld door Franz Steindachner in 1891. Oorspronkelijk werd de wetenschappelijke naam Chamaeleon tavetanus gebruikt. Kinyongia tavetana behoorde lange tijd tot het geslacht Bradypodion, waardoor de literatuur niet altijd eenduidig is.

## Uiterlijke kenmerken
De totale lichaamslengte bedraagt ongeveer twintig centimeter, mannetjes worden iets groter dan vrouwtjes. Deze soort heeft vrij lange hoorns, grote ogen en een keelzak, verder heeft de kameleon een normaal uiterlijk zonder kammen of stekels. De twee hoorns op de kop, die alleen bij mannetjes voorkomen, steken bijna recht naar voren. De hoorns zijn zeer grillig van vorm wanneer ze zijn uitgegroeid.
De lichaamskleur is zeer variabel omdat deze soort sterk van kleur kan veranderen en vele groen- en bruintinten kan aannemen. Zowel mannetjes als vrouwtjes hebben een schuine lichtere bandering op de rug en flanken en een lichte flankstreep.

## Verspreiding en habitat
Kinyongia tavetana komt voor in delen van Afrika en leeft in de landen Tanzania en Kenia. De soort is aangetroffen tot op een hoogte van ongeveer 2200 meter boven zeeniveau.
De habitat bestaat voornamelijk uit vochtige tropische en subtropische bergbossen. Het verspreidingsgebied beperkt zich tot kleinere, geïsoleerde gebieden. Ook in door de mens aangepaste gebieden zoals tuinen wordt de soort soms aangetroffen. Het voedsel bestaat uit allerlei vliegende en kruipende geleedpotigen, die met de lange en snelle tong worden gevangen.

## Beschermingsstatus
Door de internationale natuurbeschermingsorganisatie IUCN is de beschermingsstatus 'gevoelig' toegewezen (Near Threatened of NT).

## In gevangenschap
Sommige soorten kameleons worden als huisdier gehouden in een terrarium, maar deze soort is zeer nerveus en legt van pure stress na korte tijd het loodje bij een slechte verzorging. Dit dier is zeer solitair en tolereert geen soortgenoten, vooral de mannetjes bijten elkaar dood bij het vechten. Ook is een ruim en dicht beplant terrarium vereist met maximaal een enkel exemplaar per bak.